# 有五個姊姊的我就註定要單身了啊！
《有五個姊姊的我就註定要單身了啊！》（英語：How to Train Our Dragon，簡稱《有五個姊姊》）是一部於2018年11月16日在臺灣及香港上映，改編自啞鳴所著同名輕小說的台灣華語喜劇電影。

## 劇情
主角李狂龍想要交女朋友，但是他有五個姊姊，主角戀情受到阻撓因此努力對抗的戀愛喜劇。

### 主要演員
| 演員姓名                | 角色名稱 | 介紹                                     |
| 蔡凡熙 （童年：張思瑋） | 李狂龍   | 主角，李家小弟，想交女友，但是每每受阻。 |
| 謝金燕                  | 李皇玲   | 李家大姊，霸氣女神。                     |
| 劉奕兒                  | 李亞玲   | 李家二姊，性感尤物。                     |
| 張墨錫 （童年：廖姿晴） | 李玄玲   | 李家三姊，御宅仙女。                     |
| 高雋雅 （童年：王沄芸） | 李金玲   | 李家四姊，嗆辣射手。                     |
| 張垚 （童年：卉喬）     | 李香玲   | 李家五姊，戀弟呆萌。                     |
| 項婕如                  | 徐心夢   | 女主角，李狂龍女友，清純可愛。           |
| 朱軒洋                  | 王雲逸   | 主角好友，幫忙男主角，但豬隊友。         |
| 張立昂                  | 虛焦男   | 客串，神秘炸彈客，暗戀女主角的人。       |

### 其他演員
| 演員姓名 | 角色名稱         | 介紹                                                   |
| 吳以涵   | 張小桃           | 一開場跟小狂龍在對話，之後坐在威威的腳踏車後坐離開了。 |
| 潘以諾   | 威威             | 一開場騎腳踏車把張小桃載走了。                         |
| 小雞編   | 班級老師         |                                                        |
| 陳珮騏   | 東實高中老師     |                                                        |
| 高百合   | 東實高中流氓學生 |                                                        |
| 梁洳瑄   | 東實高中流氓學生 |                                                        |
| 蔡昌憲   | 東實高中流氓學生 |                                                        |
| 鄧育凱   | 東實高中流氓學生 |                                                        |
| 賴浚程   | 東實高中流氓學生 |                                                        |
| 陳加恩   | 庄咏婕           |                                                        |
| 章哲銘   | 陳志豪           |                                                        |
| 禾浩辰   | 聖德壞學生A      |                                                        |
| 侯彥西   | 聖德壞學生B      |                                                        |
| 劉遠欣   | 記者             |                                                        |

## 電影歌曲
| 曲别   | 歌名           | 演唱者   | 作詞                   | 作曲   |
| 推廣曲 | 你姐           | 3unshine | 森森倩，Jorner，張鎧麟 | 張鎧麟 |
| 片尾曲 | 脫單會社       | 張立昂   | 張立昂                 | 張立昂 |
| 插曲   | 莫名其妙愛上你 | 朱主愛   | 黃明志                 | 黃明志 |

## 製作
2015年8月，尖端在臉書頁面上公佈電影化的消息，本來預計2016年7月上映，後來延至2018年的暑假上映，最後訂檔11月16日正式公開上映。由群星瑞智國際藝能有限公司出品。
2018年5月23日，公開首支前導預告。

### 拍攝
2017年底開拍約兩周，導演蘇文聖，自認是姊姊控，在看到書名時就覺得很想挑戰，改編有點荒誕喜劇的故事。另外導演也坦言選角時，一想到「姊」就直接聯想到謝金燕，且戲中大姊的個性和謝金燕形象相似。實際接觸後，也發現本人相當親切、認真，最後成功邀請到她參與演出。
男主角蔡凡熙表示，一看到劇本內容，就覺得和現實生活中自己很相似。劉奕兒在戲中飾演的二姊，和她平時的風格十分不同，為此還特地去玩了知名限制級電玩《人中之龍》。由高雋雅飾演的四姊，一言不合就射箭，她還特別用真弓實箭練習射擊。

## 發行
2018年5月24日舉行演員發布記者會，預計10月完成。

## 票房
台灣方面，首周3天票房新台幣218萬元；次周票房累積至新台幣388萬元；第三周票房累積至新台幣423萬元。

## 外部連結
- 有五個姊姊的我就註定要單身了啊！的Facebook專頁
- 有五個姊姊的我就註定要單身了啊！於Instagram.

- 開眼電影網上《有五個姊姊的我就註定要單身了啊！》的資料（繁體中文）
- Yahoo奇摩電影上《有五個姊姊的我就註定要單身了啊！》的資料（繁體中文）
- 雅虎香港電影上《有五個姊姊的我就註定要單身了啊！》的資料（繁體中文）
- 时光网上《有五個姊姊的我就註定要單身了啊！》的資料（简体中文）
- 豆瓣电影上《有五個姊姊的我就註定要單身了啊！》的資料 （简体中文）
- 互联网电影数据库（IMDb）上《有五個姊姊的我就註定要單身了啊！》的资料（英文）